# Sodom (альбом)
Sodom — одиннадцатый студийный альбом немецкой трэш-метал группы Sodom, выпущенный 21 апреля 2006 года на лейбле SPV. Первый тираж распространялся в слипкейсе и включал цветной плакат с обложкой альбома. По словам вокалиста Томаса Зуха: «Альбом одноимённый, потому что каждой группе нужен одноимённый альбом».

## Список композиций
Все тексты написаны Томасом Зухом, вся музыка написана Sodom.
| №                   | Название                                             | Длительность |
| ------------------- | ---------------------------------------------------- | ------------ |
| 1.                  | «Blood on Your Lips»                                 | 4:43         |
| 2.                  | «Wanted Dead»                                        | 3:58         |
| 3.                  | «Buried in the Justice Ground»                       | 3:09         |
| 4.                  | «City of God»                                        | 4:36         |
| 5.                  | «Bibles and Guns»                                    | 3:32         |
| 6.                  | «Axis of Evil»                                       | 4:36         |
| 7.                  | «Lords of Depravity»                                 | 2:48         |
| 8.                  | «No Captures»                                        | 4:47         |
| 9.                  | «Lay Down the Law»                                   | 3:57         |
| 10.                 | «Nothing to Regret»                                  | 2:54         |
| 11.                 | «The Enemy Inside»                                   | 4:06         |
| 12.                 | «Kamikaze Terrorizer» (бонус-трек японского издания) | 3:44         |
| Общая длительность: | Общая длительность:                                  | 43:08        |

## Участники записи
- Томас Зух — вокал, бас-гитара
- Бёрнд «Bernemann» Кост — гитара
- Бобби Шоттковски — ударные